# Щитниця
Щитниця (пол. Szczytnica, нім. Martinwaldau) — село в Польщі, у гміні Варта-Болеславецька Болеславецького повіту Нижньосілезького воєводства.
Населення — 1094 особи (2011).
У 1975-1998 роках село належало до Легницького воєводства.

## Демографія
Демографічна структура станом на 31 березня 2011 року:
|          | Загалом | Допрацездатний вік | Працездатний вік | Постпрацездатний вік |
| -------- | ------- | ------------------ | ---------------- | -------------------- |
| Чоловіки | 551     | 147                | 358              | 46                   |
| Жінки    | 543     | 127                | 338              | 78                   |
| Разом    | 1094    | 274                | 696              | 124                  |